# Brechmorhoga grenadensis
Brechmorhoga grenadensis är en trollsländeart som beskrevs av Kirby 1894. Brechmorhoga grenadensis ingår i släktet Brechmorhoga och familjen segeltrollsländor. IUCN kategoriserar arten globalt som otillräckligt studerad. Inga underarter finns listade i Catalogue of Life.